# Atropina
L'atropina és un medicament alcaloide tropà i anticolinèrgic utilitzat per tractar certs tipus d'agents nerviosos i intoxicació per plaguicides, així com alguns tipus de freqüència cardíaca lenta , i per disminuir la producció de saliva durant la cirurgia. Normalment s'administra intravenosa o per injecció en un múscul. Em gotes per als ulls també estan disponibles que s'utilitzen per tractar la uveïtis i l'ambliopia precoç. La solució intravenosa normalment comença a funcionar en un minut i dura entre mitja hora i una hora. És possible que es necessitin grans dosis per tractar algunes intoxicacions.
Es una droga anticolinèrgica natural composta per àcid tròpic i tropina, una base orgànica complexa amb un enllaç ester. Semblant a l'acetilcolina, les drogues anticolinèrgiques es combinen amb els receptors muscarínics per mitjà d'un lloc catiònic. Les drogues anticolinèrgiques competeixen amb l'acetilcolina en els receptors muscarínics, localitzats primàriament en el cor, glàndules salivals i músculs llisos del tracte gastrointestinal i genitourinari. Té una semblança a l'acetilcolina.

## Mecanisme d'acció
Els fàrmacs anticolinèrgics actuen com a antagonistes competitius en els receptors colinèrgics muscarínics, prevenint l'accés de l'acetilcolina. Aquesta interacció no produeix els normals canvis a la membrana cel·lular que són vistos amb l'acetilcolina. Els efectes dels fàrmacs anticolinèrgics poden ser superats per l'augment de la concentració local d'acetilcolina en el receptor muscarínic. Hi ha diferències entre la potència dels fàrmacs anticolinèrgics (atropina, escopolamina, i glicopirrolat), que poden ser explicades per les subclasses de receptors muscarínics colinèrgics (M-1, M-2, M-3) i per la variació en la sensibilitat dels diferents receptors colinèrgics. Per exemple els efectes de l'atropina al cor, músculs llisos bronquials i tracte gastrointestinal són més grans que amb l'escopolamina. La taula 1 compara els efectes de les drogues anticolinèrgiques i ajuda a diferenciar els seus respectius usos clínics.